# Bóm Wakacje w Rzymie (singel)
Bóm Wakacje w Rzymie – pierwszy i jedyny singel zespołu Bóm Wakacje w Rzymie wydany w 1986 przez wytwórnię Tonpress (jako Wakacje w Rzymie). Nagrania zrealizowano w studiu KAW Tonpress w Warszawie.

## Lista utworów
1. "Pierwszy" (M. Wanat, R. Burger) – 2:55
2. "Dziewiąty" (M. Wanat, R. Burger) – 5:45

## Muzycy
- Maciej Wanat – perkusja
- Robert „Siwy” Burger – gitara basowa
- Jowita Cieślikiewicz – instrumenty klawiszowe
- Anna Miądowicz – flet
- Katarzyna Przyjazna – śpiew
- Lucyna Jędrzejczak – śpiew